# 科比列希納
50°58′9″N 31°46′55″E / 50.96917°N 31.78194°E
科比列希納（烏克蘭語：Кобилещина），是烏克蘭北部的村莊，隸屬切爾尼希夫州的尼任區。該村面積0.002平方公里，海拔高度114米，2001年人口91，人口密度每平方公里45,500人。